# Kenneth Frazelle
Kenneth Frazelle (* 2. Dezember 1955 in Jacksonville/North Carolina) ist ein US-amerikanischer Komponist.

## Leben und Wirken
Frazelle hatte ab dem neunten Lebensjahr Klavierunterricht. Ab 1971 studierte er an der North Carolina School of the Arts in Winston-Salem zunächst Klavier bei Clifton Matthews, dann Komposition. Von 1974 bis 1978 war er Schüler von Roger Sessions an der Juilliard School. In seinen frühen Jahren komponierte er in der Nachfolge seines Lehrers Sessions, Milton Babbitts und Elliott Carters komplexe Werke für das Klavier. Sein Interesse für multimediale Werke führte später zur Zusammenarbeit mit dem Choreographen Bill T. Jones (Still/Here, 1995).
Den ersten größeren Erfolg hatte Frazelle mit dem Liedzyklus Worldly Hopes (1987) nach Gedichten von A. R. Ammons, der von der Mezzosopranistin Jan DeGaetani und dem Pianisten Gilbert Kalish uraufgeführt wurde. Seine Hinwendung zu einer neuen Einfachheit zeigte sich in dem Klavierstück Blue Ridge Airs (1988), das Jeffrey Kahane beim Spoleto Festival spielte. Neben atonalen Elementen fanden sich in diesem Werk erstmals Anklänge der Folkmusik seiner Heimat, die verstärkt in Werken wie Fiddler’s Galaxy für Violine und Klavier (1990) und Blue Ridge Airs II für Flöte und Orchester (1991 uraufgeführt von Paula Robison) erschienen. In seinem Appalachian Songbook, entstanden zwischen 1990 und 2001, trug er traditionellen Melodien zusammen, an die sich seine Großmutter und ein Großonkel aus ihrer Kindheit erinnerten.
Sein Interesse an traditioneller Melodik und Tonsprache schlug sich auch in Werken wie der Sonata for Cello and Piano (1989, geschrieben für Yo-Yo Ma und Jeffrey Kahane), Sunday at McDonald’s (1993), einem Auftragswerk Dawn Upshaws für ihr Debüt an der Carnegie Hall, dem von der Chamber Music Society of Lincoln Center mit Ransom Wilson und Manuel Barrueco uraufgeführten Quintett für Flöte, Gitarre und Streichtrio (1996), The Motion of Stone für Chor und Kammerorchester (1998), einem Auftragswerk des Isabella Stewart Gardner Museum und From the Air (2000), einem Werk für das Santa Rosa Symphony Orchestra nieder.
In jüngerer Zeit entstanden Kompositionen, in denen sich Frazelle mit klassischen Musikformen wie der Sonate auseinandersetzte. Neben zahlreichen Liedern sind hier die Laconic Variations (1997) zu nennen, die er als Composer in Residence des Los Angeles Chamber Orchestra schrieb, und das Concerto for Chamber Orchestra (2002). Frazelle wurde von der American Academy of Arts and Letters ausgezeichnet und erhielt 2001 den Preis des Barlow Endowment for Music Composition.
Als Auftragswerk des Reynolda House Museum of American Art komponierte er 2005 eine Sonata-Fantasy für Klavier. The Swans of Pungo Lake, ein Auftragswerk der North Carolina Symphony, wurde von dieser in der Saison 2006–07 uraufgeführt. Für das Menlo Festival komponierte er 2008 ein Klaviertrio, als Artist in Residence des New Music Festival an der Lynn University in Florida 2010 die Gee's Vend Pieces für Trompete, Perkussion und Klavier. Seine Songs Songs in the Rear View Mirror wurden sowohl von der Folksängerin Laurelyn Dassett aus auch von dem Tenor Anthony Dean Griffey (2010 im Kennedy Center und 2011 bei den San Francisco Performances) aufgeführt.
Zwei umfangreiche Kompositionen schuf Frazelle 2012–13: A Book of Days für Violine, Klarinette und Klavier und ein Triple Concerto für Violine, Cello und Klavier, das vom Meadowmount String Orchestra, dem Geiger James Ehnes, dem Cellisten Robert de Maine und dem Pianisten Eric Larsen uraufgeführt wurde. Eine Aria (with Diversions) für Orgel spielte Michael Brown 2014 in der Westminster Abbey in London. Das Stück Wildflowers aus seiner Sonata-Fantasy verwendete 2015–16 Brenda Daniels für eine neue Choreographie.
Frazelle unterrichtet an der University of North Carolina, sowohl in der School of Music als auch in der School of Filmmaking.